# Řehole svatého Augustina
Řehole sv. Augustina je soubor pravidel pro život komunity. Autorem je svatý Augustin (354-430). Původně nebyla určena řeholním řádům, ale jednalo se o jakási domácí pravidla pro lidi, kteří žili s Augustinem v jeho domě. Napsána byla roku 397 a je tak nejstarší řeholí v rámci západní katolické církve.

## Obsah řehole
Řehole sv. Augustina je členěna do osmi poměrně stručných kapitol, a poskytuje rámcová pravidla pro společný život v komunitě. Na rozdíl od Řehole sv. Benedikta je stručná a poskytuje řeholníkovi možnost větší míry vnější činnosti.
Řehole také zakazuje, aby v místě určeném pro modlitbu kdokoliv dělal cokoliv jiného.
Benediktova řehole zavazuje řeholníka ke společné modlitbě kanonických hodinek (breviáře) pod hříchem. Augustinova řehole zavazuje ke společné modlitbě, ale nevyžaduje ji, pokud má řeholník jiné nutné povinnosti. Nezbavuje však povinnosti se breviář modlit.
Řehole také stanovuje pro postní praxi, že půst mohou dodržovat pouze ti v komunitě, kdo jsou k tomu způsobilí po zdravotní stránce.
Oděv řeholníků nemá být nápadný, a řeholník má dbát toho, aby nebyl někomu důvodem k pohoršení. Co se mravů týče, mají řeholníci dávat pozor jeden na druhého.
Představený není v komunitě postaven nad ostatní, ale je prvním mezi sobě rovnými, a řeholníci jej mají poslouchat jako otce.

## Společenství řídící se Augustinovou řeholí
Řeholi sv. Augustina postupně přijala za svou celá řada řeholních společenství. Z řádů působících v ČR dle této řehole žijí:
- Augustiniáni
- Augustiniáni kanovníci
- Premonstráti
- Křížovníci s červenou hvězdou
- Křižovníci s červeným srdcem
- Křižovníci s červeným křížem
- Dominikáni
- Maltézští rytíři
- Milosrdní bratři
- Voršilky
- Premonstrátky
- Řád svatého Lazara